# The Crown Propeller Lounge
The Crown Propeller Lounge
zeitgenössische Fotografie

Link zum Bild

(Bitte Urheberrechte beachten)
The Crown Propeller Lounge war ein Nachtclub in Chicagos South Side, der von 1951 bis 1959 bestand.
The Crown Propeller Lounge (868 East Sixty-third Ecke Drexel Avenue) zählte zu den bekanntesten Veranstaltungsorten für Rhythm & Blues und Jazz im Chicago der 1950er Jahre. Er befand sich im Vergnügungsviertel des Stadtteils Woodlawn am Cottage Grove; die Adresse war 868 East 63rd Street; in der Nähe lagen bekannte Veranstaltungsorte wie Club DeLisa, Compass Tavern, Cadillac Lounge, Cotton Club und Bee Hive, aber auch die Pershing Lounge. Nachdem der Club bereits in der ersten Hälfte der 1940er Jahre existiert hatte, wurde er unter neuer Leitung am 3. August 1951 mit Auftritten der Sängerin Ethel Duncan und des Trios des Jazzgeigers Leon Abbey eröffnet.
In dem Club traten in den folgenden Jahren u. a. Künstler wie Ernestine „Tiny“ Davis, Paul Bascomb, Wynonie Harris, Stomp Gordon, Jo Jo Adams, Big Maybelle, Ray Charles, Andy Tibbs, Danny Overbea, Nellie Lutcher, Amos Milburn, Johnny Hodges, Big Joe Turner, Sonny Stitt, Jimmy Rushing, Al Hibbler, T-Bone Walker, Dizzy Gillespie, Arthur Prysock, Bill Doggett, Valaida Snow, Sax Mallard, Roy Milton, Rudy Green und Illinois Jacquet auf, ferner R&B- und Doo-Wop-Gruppen wie The Ravens, The Orioles, The El Torros, The Rhythm Aces (die im Club aufnahmen), The Flamingos und The Moonglows. LaVern Baker trat dort 1951 als Little Miss Sharecropper auf, in Anlehnung an die damals in Chicago populäre Little Miss Cornshucks. Auch das Miles Davis Quintett mit John Coltrane hatte hier vom 21. bis 27. Dezember 1956 ein Engagement.
The Crown Propeller Lounge
zeitgenössische Nachtaufnahme der Fassade

Link zum Bild

(Bitte Urheberrechte beachten)
Besitzer waren Mildred „Mitzi“ Schlossberg (1916–2016) und Norman Schlossberg. Regelmäßig fanden in dem Club auch Amateurwettbewerbe für Vokalgruppen statt; daran nahmen u. a. 1954 die The Five Chances teil. Die Attraktion des Crown Propeller war in den ersten Jahren ein 500 Gallonen fassendes und beleuchtetes Aquarium, in dem eine junge Frau namens „Atlantis“ in einem Meerjungfrau-Kostüm schwamm.